# Johan Ferrier

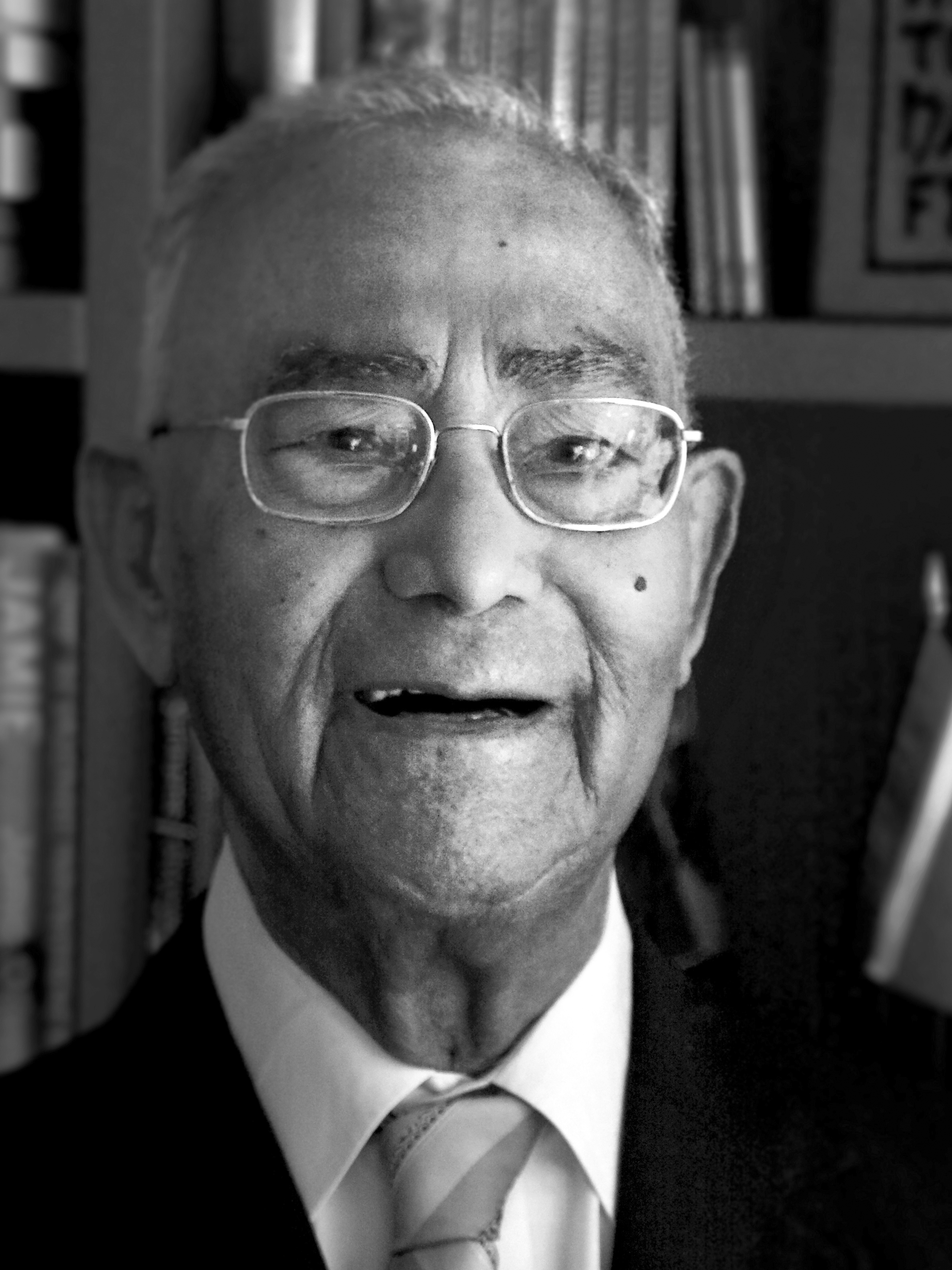
Johan Ferrier (2009)

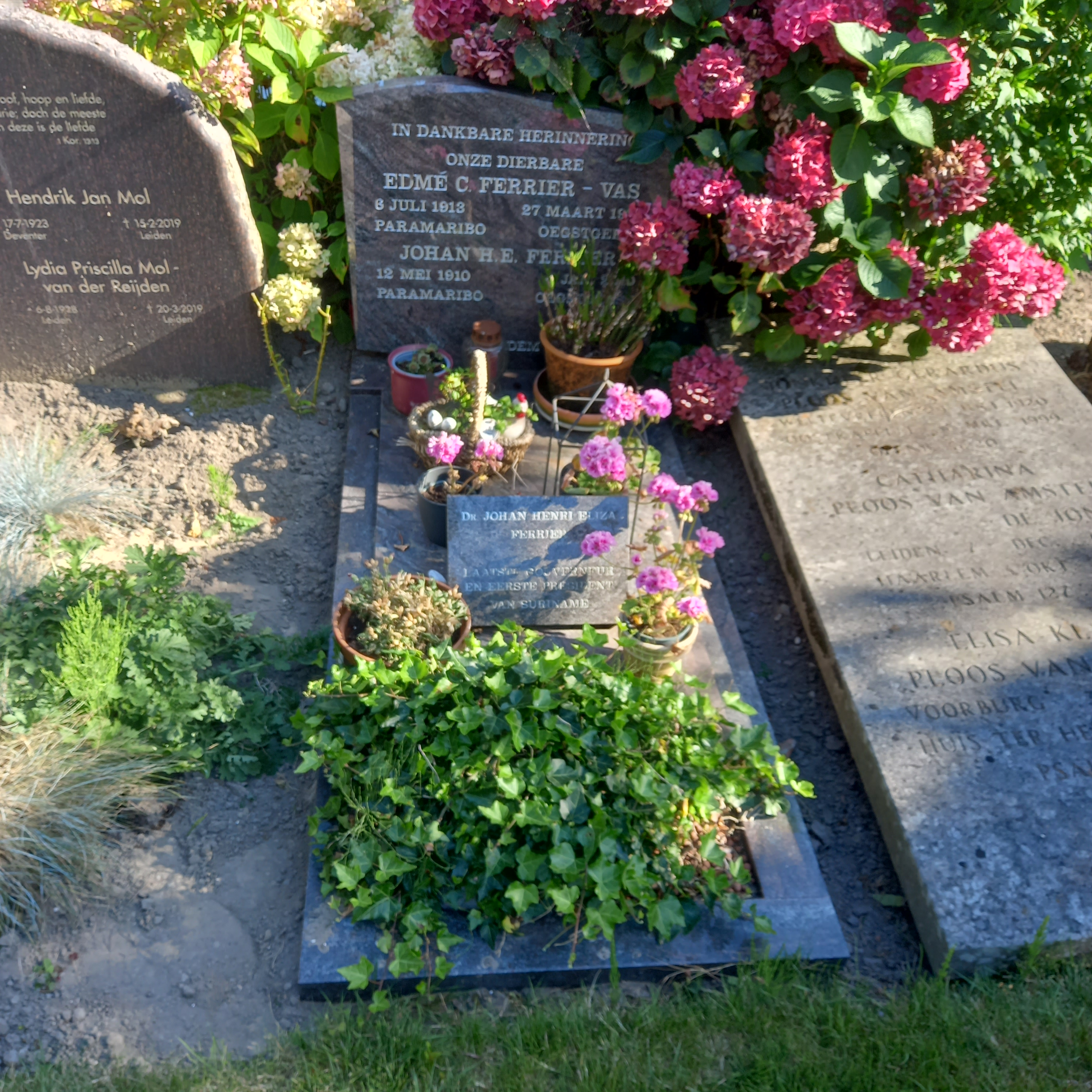
Das Grab von Johan Ferrier und seiner Ehefrau Edmé Vas auf dem reformierten Friedhof von Oegstgeest

Johan Henri Eliza Ferrier (* 12. Mai 1910 in Paramaribo, Suriname; † 4. Januar 2010 in Oegstgeest, Niederlande) war Premierminister, Gouverneur und der erste Staatspräsident von Suriname.

## Leben
Ferrier studierte Sozialpädagogik an der Gemeentelijke Universität von Amsterdam, wo er im November 1950 promovierte. Einen Monat später ging er zurück nach Suriname und nahm einen Posten als Lehrer an, kurz darauf wurde er Direktor der Schule und betätigte sich in der Politik.
Vom 16. Mai 1955 bis zum 14. Juli 1958 war Ferrier Vorsitzender des Ministerrates und Minister für Allgemeine Angelegenheiten (Algemene Zaken), sowie Innenminister (Binnenlandse Zaken).
1968 wurde Ferrier Gouverneur von Suriname, was er bis zur Unabhängigkeit 1975 blieb. Am 25. November 1975, dem Tag der Unabhängigkeit, wurde er erster Staatspräsident. Am 13. August 1980 trat er unter Druck des Diktators Dési Bouterse zurück. Sein Amtsnachfolger wurde Henk Chin A Sen.
Johan Ferrier war Vater von acht Kindern aus zwei Ehen: Helen de Miranda, Deryck Ferrier, Robin Ferrier, Stanley Ferrier, Cynthia McLeod-Ferrier, Leo Ferrier, Joan Ferrier und Kathleen Ferrier.
Seine Tochter Kathleen Gertrud Ferrier war als niederländische Politikerin Mitglied der Zweiten Kammer (CDA) und ihre Halbschwester Cynthia McLeod Schriftstellerin, deren Arbeiten die Historie von Suriname zum Thema haben.
Sein ältester Sohn Deryck J.H. Ferrier M.Sc. (* 1933) ist Soziologe und Agrarwissenschaftler und war Direktor des Zentrums für Wirtschafts- und Sozialforschung – CESWO – in Paramaribo.
Daneben war Johan Ferrier Großvater, Urgroßvater und Ururgroßvater.
Nach dem Tod von Nouhak Phoumsavanh, dem ehemaligen Präsidenten von Laos, im Jahr 2008, war er das älteste ehemalige Staatsoberhaupt der Welt.